# Quin Blackburn
Quintus Alfred „Quin“ Blackburn (* 19. Juni 1899 in Brainerd, Minnesota; † 9. Februar 1981 in Boise, Idaho) war ein US-amerikanischer Geodät, Geologe, Bergsteiger und Polarforscher. Er nahm an den zwei ersten Antarktisexpeditionen des US-amerikanischen Polarforschers Richard Evelyn Byrd teil.

## Leben
Blackburn kam als eines von vier Kindern (je zwei Töchter und Söhne) von Thomas und Margaret Blackburn zur Welt. Seine Eltern waren von England in die Vereinigten Staaten ausgewandert. Sein Vater war leitender Angestellter der Northern Pacific Railway. Als Teenager arbeitete Blackburn in einem Sägewerk. Seine Schullaufbahn schloss er 1917 als Zweitbester seiner aus 53 Schülern bestehenden Klasse an der Washington High School seiner Geburtsstadt ab. Von 1919 bis 1920 war er Student an der University of Washington in Seattle und graduierte 1923 an der Montana State University in Bozeman im Fach Geologie. In der Studienzeit in Montana gehörte er zum Footballteam der Universität und war im August 1923 Leiter einer dreiköpfigen Bergsteigergruppe, der 25 Jahre nach der Erstbesteigung die zweite Besteigung des 4199 m hohen Grand Teton in den Rocky Mountains gelang. Durch Vermittlung seines Geologieprofessors und Mentors C. E. Weaver wurde der Polarforscher Richard Evelyn Byrd auf ihn aufmerksam.
Bei Byrds erster Antarktisexpedition (1928–1930) war Blackburn als Geodät tätig. Bei Byrds zweiter Expedition in die Antarktis (1933–1935) gehörte er zur Mannschaft auf dem Expeditionsschiff Bear of Oakland und war eines der wichtigsten Mitglieder der Landungsmannschaft. Unter seiner Leitung gelang es einem dreiköpfigen Exkursionsteam mit Hundeschlitten im Rahmen eines 1500 km langen Marsches vom Basislager Little America II aus, im Dezember 1934 den rund 200 km langen Scott-Gletscher in voller Länge von seiner Mündung in das Ross-Schelfeis bis zu seinem Kopfende am Rand des zentralen Polarplateaus zu erkunden. Dabei wurden zahlreiche geographische Objekte erstmals gesichtet und später auch benannt. Blackburns Team näherte sich dem geographischen Südpol bis auf 132 Seemeilen (etwa 245 km), was der größten Annäherung auf dem Landweg seit dem schicksalhaften Südpolmarsch des britischen Polarforschers Robert Falcon Scott entsprach.
Im Anschluss an die beiden Antarktisexpeditionen arbeitete Blackburn bis zu seiner Pensionierung im Jahr 1969 als Sachverständiger für Mineralvorkommen beim Bureau of Land Management. Er war seit 1933 mit seiner Frau Jessie (geborene O’Keefe) verheiratet; aus der Ehe gingen zwei Söhne hervor. Quin Blackburn starb im Februar 1981 im Alter von 81 Jahren. Nach ihm ist der Mount Blackburn in der Antarktis benannt.